# BAP Melo (AH-176)
El BAP Melo (AH-176) es un buque hidrográfico de la Armada Peruana, que fue adquirido por la misma en 1984 y que actualmente continúa en servicio. Anteriormente a su adquisición fue un buque barreminas de la Armada Real de los Países Bajos con la denominación HMNLS Van der Well (M-878), de la clase Van Straelen, que estuvo en servicio desde 1960 hasta 1984, año que fue vendido al Perú.

## Historia
El HMNLS Van Der Well fue originalmente un barreminas construido en 1959 en los astilleros de la Real Marina Holandesa, prestando servicio desde 1960 hasta 1980, año en que pasó a la Reserva Naval Holandesa. El 23 de febrero de 1984, fue comprado por la Marina de Guerra del Perú, siendo trasladado el 3 de marzo de 1984 desde la Base Naval de Den Helder a través de Ámsterdam al puerto de Róterdam, de donde zarpó el 15 de marzo a bordo de la motonave peruana Mantaro hacia el puerto de Talara, arribando el día 11 de abril a las 9:30.
El 12 de abril el retirado barreminas zarpa del puerto de Talara hacia el puerto de Paita, y al día siguiente sigue hacia al puerto del Callao, donde atraca el lunes, 16 de abril.
El 8 de octubre de 1984 la Dirección de Hidrografía y Navegación en ceremonia solemne afirma el pabellón nacional en el buque, designándole como Unidad Hidrográfica B.A.P Melo (AH-176), con el objetivo de efectuar los trabajos de investigación científica relacionados con la hidrografía, oceanografía, meteorología, señalización náutica y de prospección magnética en el ámbito del litoral.
Actualmente el buque continúa en servicio.

## Instrumentación científica a bordo
El BAP Melo cuenta con la siguiente instrumentación científica:
- Una ecosonda ODOM-Echotrac 3600 MK III (alcance 4000 metros).
- Un GPS Navstar.
- Un software de almacenamiento de datos automatizado Hypack.
- Un sistema de cartografía digital.